# مليزة
مُليزة أو مُليزي أو (نقحرة: موليزي) (بالإيطالية: Molise)، أحدالأقاليم العشرين المكونة للأراضي الإيطالية، يقع جنوب إيطاليا، يطل شرقا على بحر البنادقة، حدوده من الشمال إقليم أبرُتسة، ومن الغرب إقليم لَتِسية، ومن الجنوب الغربي إقليم قمبانية، ومن الجنوب الشرقي إقليم بولية، تعداد سكانه حوالي 322.000 نسمة، ومساحته 4.438 كيلومتر مربع، عاصمته مدينة كَمبُباسة.

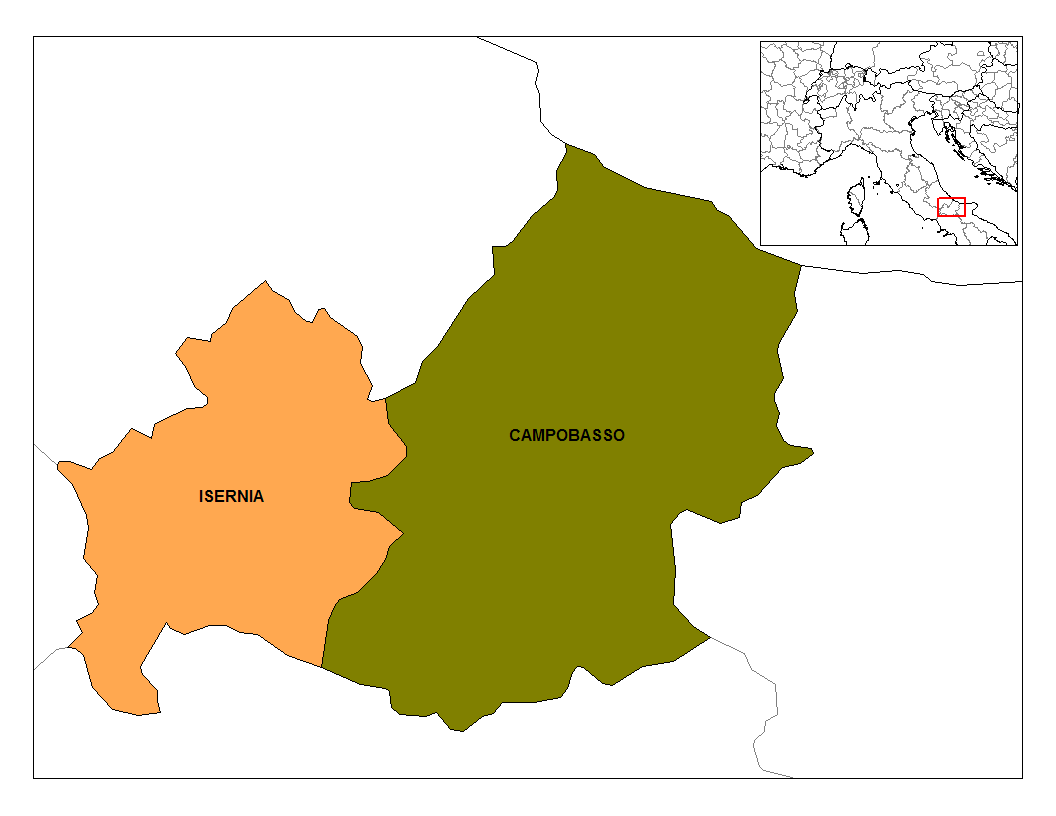
مقاطعتي موليزي

يتكون من مقاطعتين اثنتين هما :
- مقاطعة كَمبُباسة
- مقاطعة إزِرنية

## أهم المدن
|   | المدينة | الاسم بالإيطالية | المقاطعة | السكان |
| - | ------- | ---------------- | -------- | ------ |
| 1 | كَمبُباسة | Campobasso       | كَمبُباسة  | 51.185 |
| 2 | ترملة   | Termoli          | كَمبُباسة  | 31.006 |
| 3 | إزيرنيا | Isernia          | إزِرنية   | 21.720 |
| 4 | فينافرو | Venafro          | إزِرنية   | 12.000 |

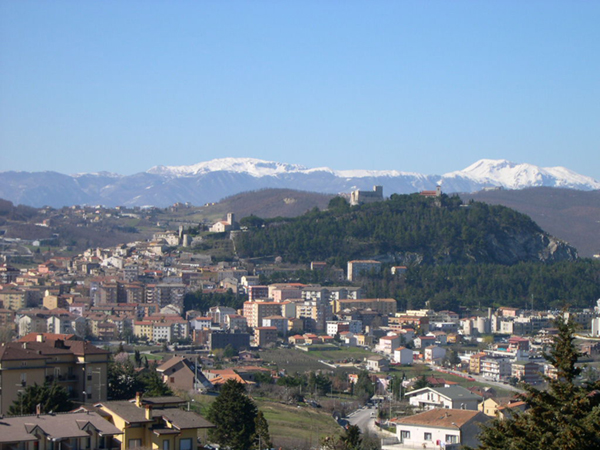
كامبوباسو
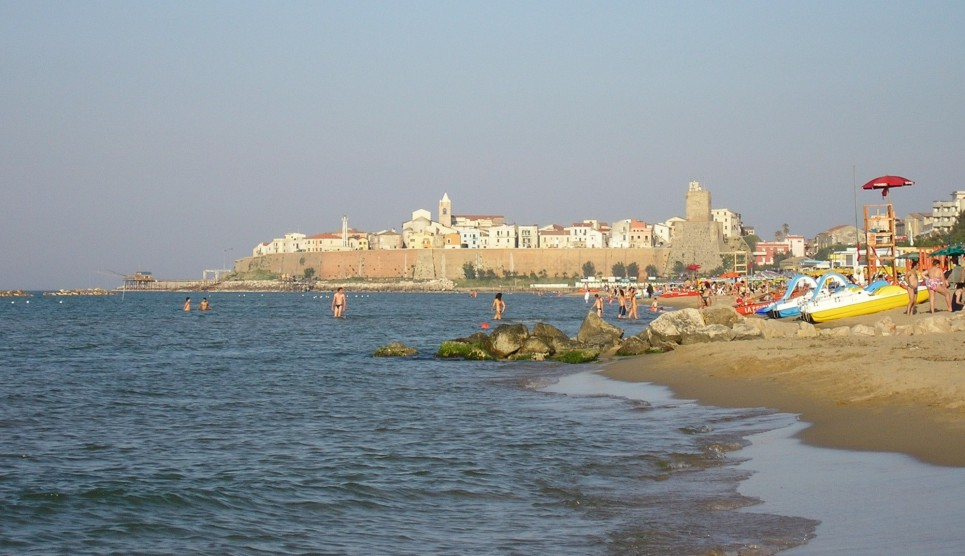
شاطئ تيرمولي
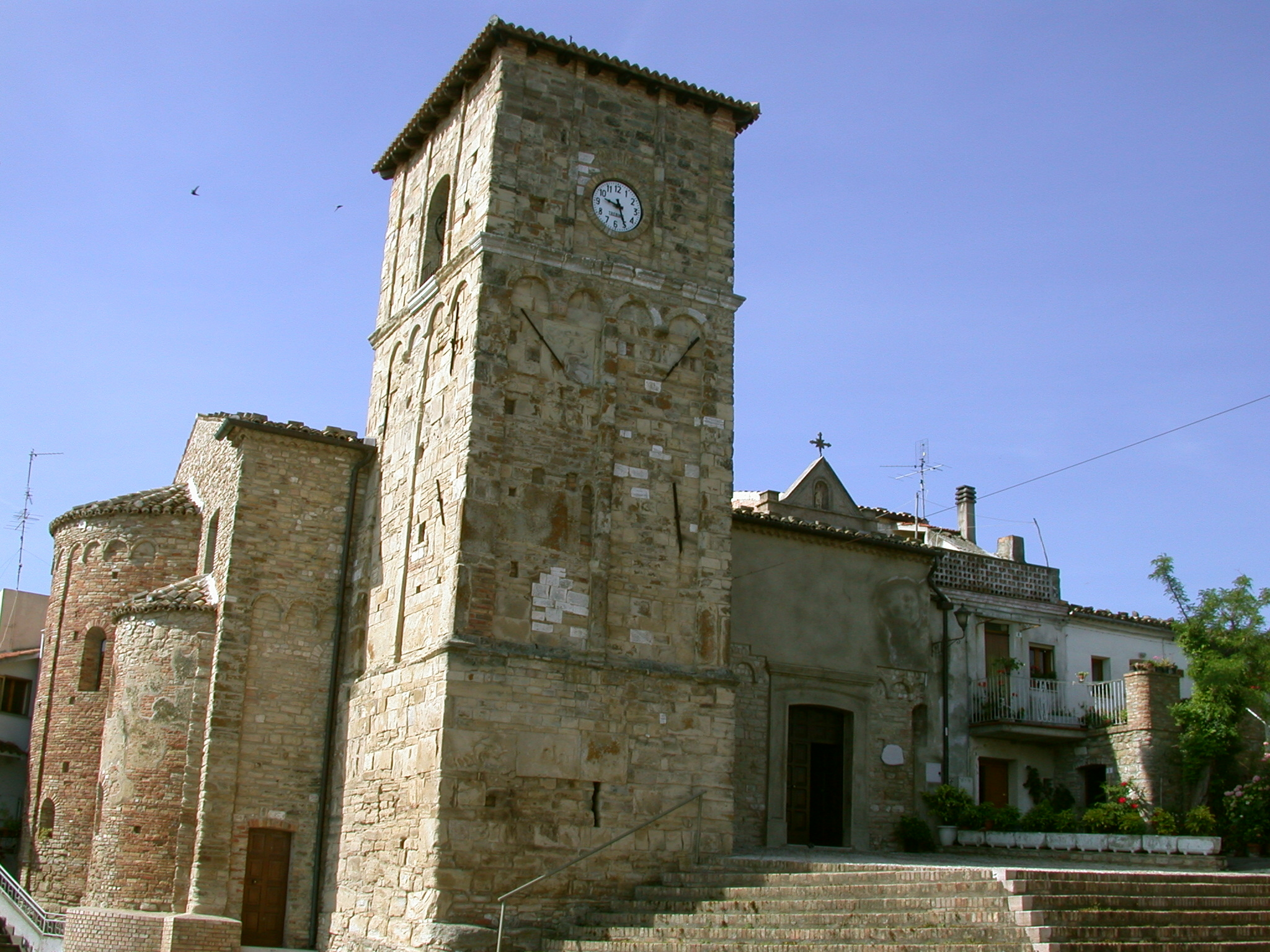
كنيسة بيتاتشاتو
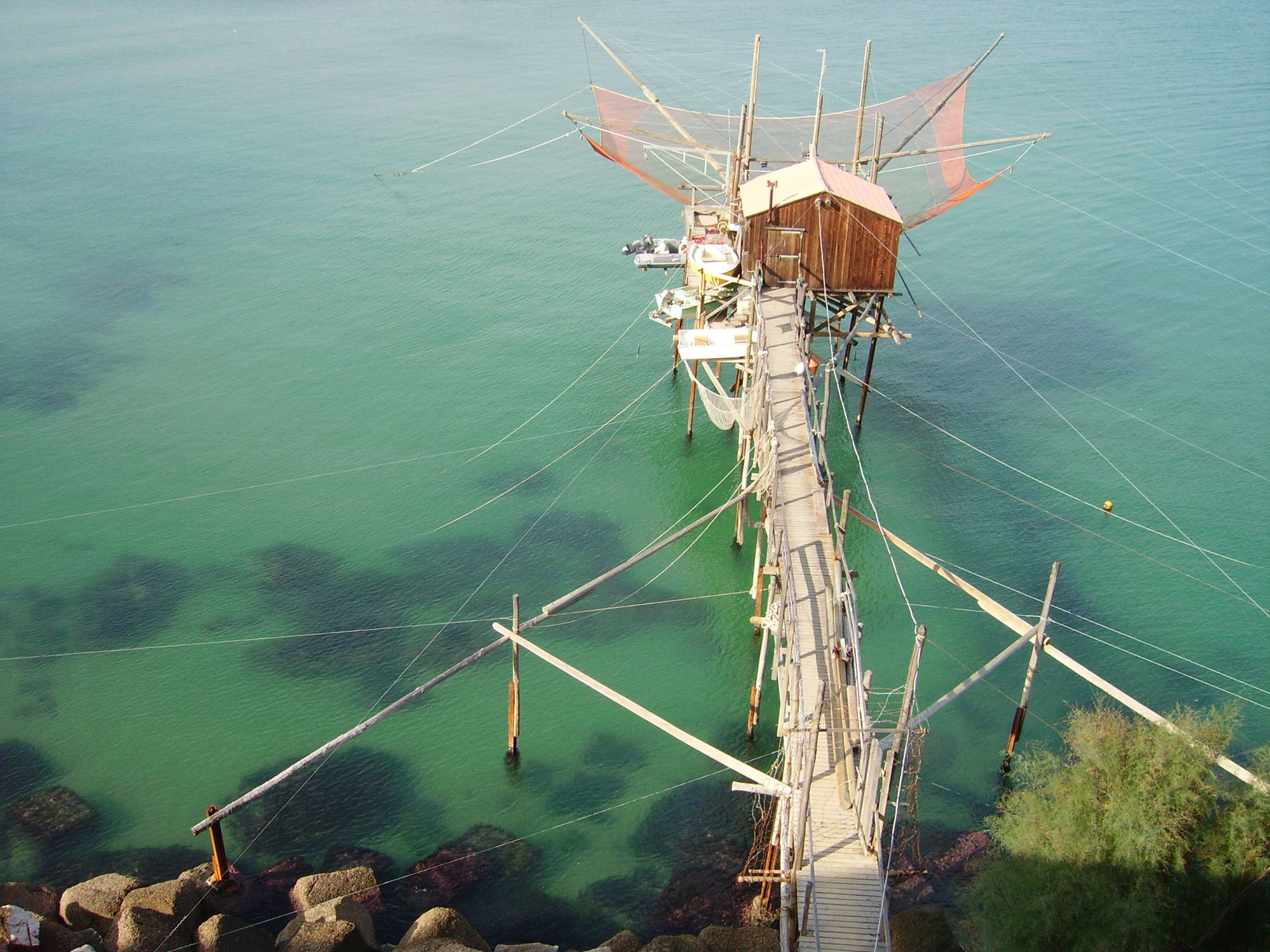
صيد السمك بطريق ترابوكو - تيرمولي